# Histoire d'Agrigente

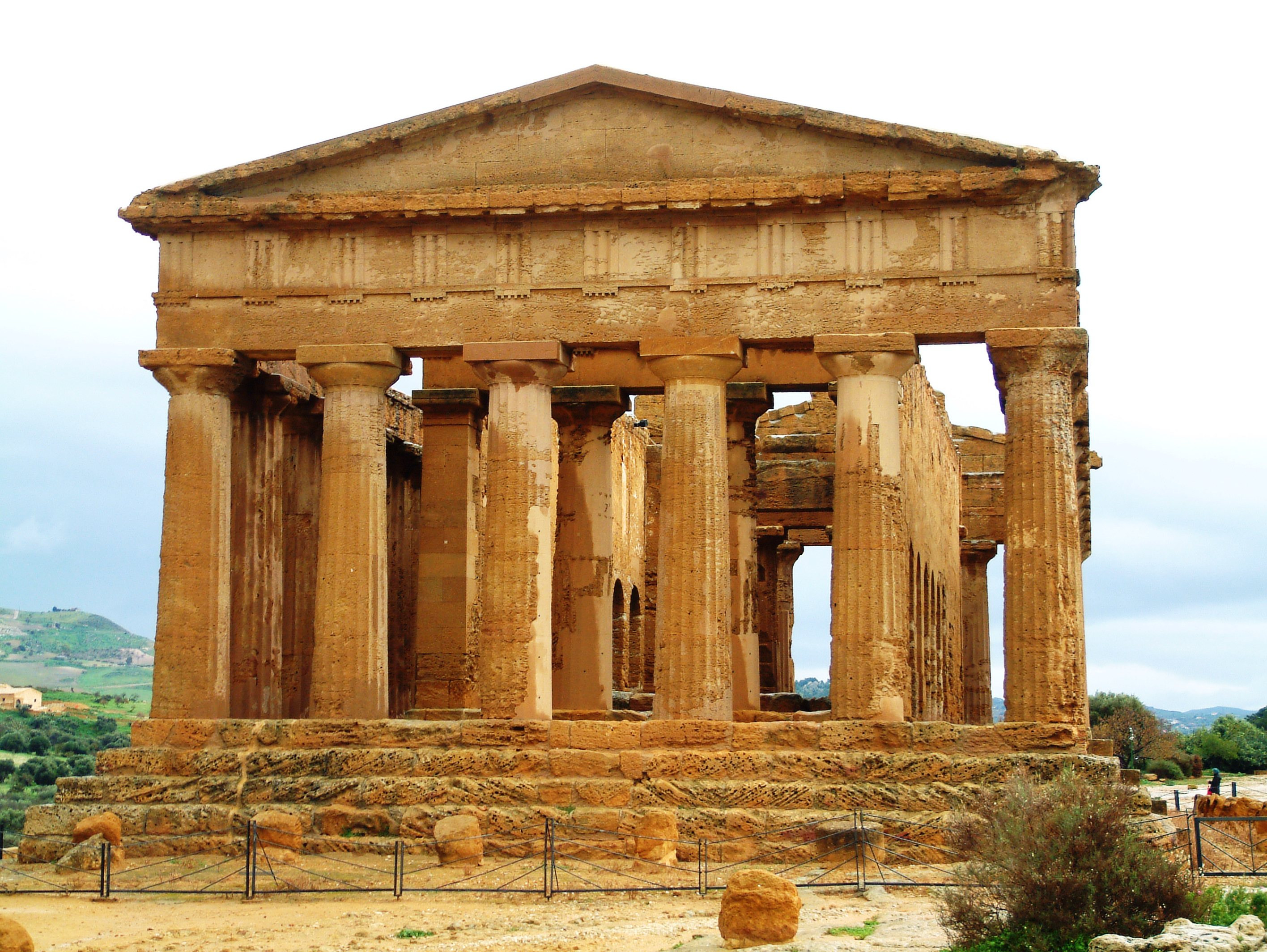
Temple de la Concorde.

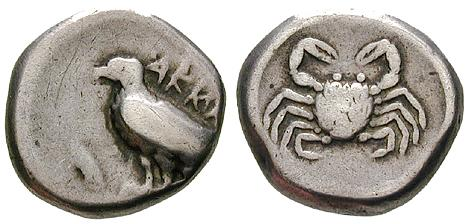
Didrachme d'Acragas, vers -490 / -483 représentant un aigle et un crabe. L’aigle aux ailes repliées ou éployées, a parfois un serpent ou un lièvre dans le bec. Le crabe est parfois accompagné de Scylla.

Agrigente (en Sicile), dont le nom antique est Akragas (Ἀκράγας), fut fondée en 582 av. J.-C. par la cité de Géla (elle-même colonie grecque fondée par Rhodes et les Crétois), sur le site de la ville actuelle.

## Chronologie
Cité grecque
- -582 : fondation de la cité par des habitants de Géla, cité voisine ;
- -570/-554 : Phalaris gouverne Akragas. Véritable despote, il marqua l'histoire de la cité par son extrême cruauté. C'est sous son gouvernement qu'est inventé le taureau d'airain. Il sera renversé par le peuple qui le lapidera et le fera brûler dans son instrument de torture ;
- -480 : le tyran Théron d'Akragas est victorieux des Carthaginois à la bataille d'Himère. Prospérité.

Cité carthaginoise
- -406 : Hannibal, fils de Giscon, assiège Agrigente : il interdit le relèvement des remparts, détruit le temple d'Athéna et massacre une partie des habitants ;
- -339 : les Carthaginois sont vaincus : Timoléon reconstruit la muraille et la ville ;

Cité romaine
- -262 : pendant la première guerre punique-264/-241, Agrigente est prise par les Romains ;
- -211 : la ville tombe définitivement dans le giron de Rome. Prospérité et expansion.

Après les Romains
- 828 : les Arabes prennent la ville puis l'abandonnent. Ils la rebaptisent Kerkent ou Gergent.

## Antiquité

### Grande Grèce
« O toi ! la plus belle des cités qu’ait jamais construites la main des mortels, demeure riante de Proserpine, Agrigente, qui t’élèves comme une colonne sur les bords fertiles de l’Acragas... »

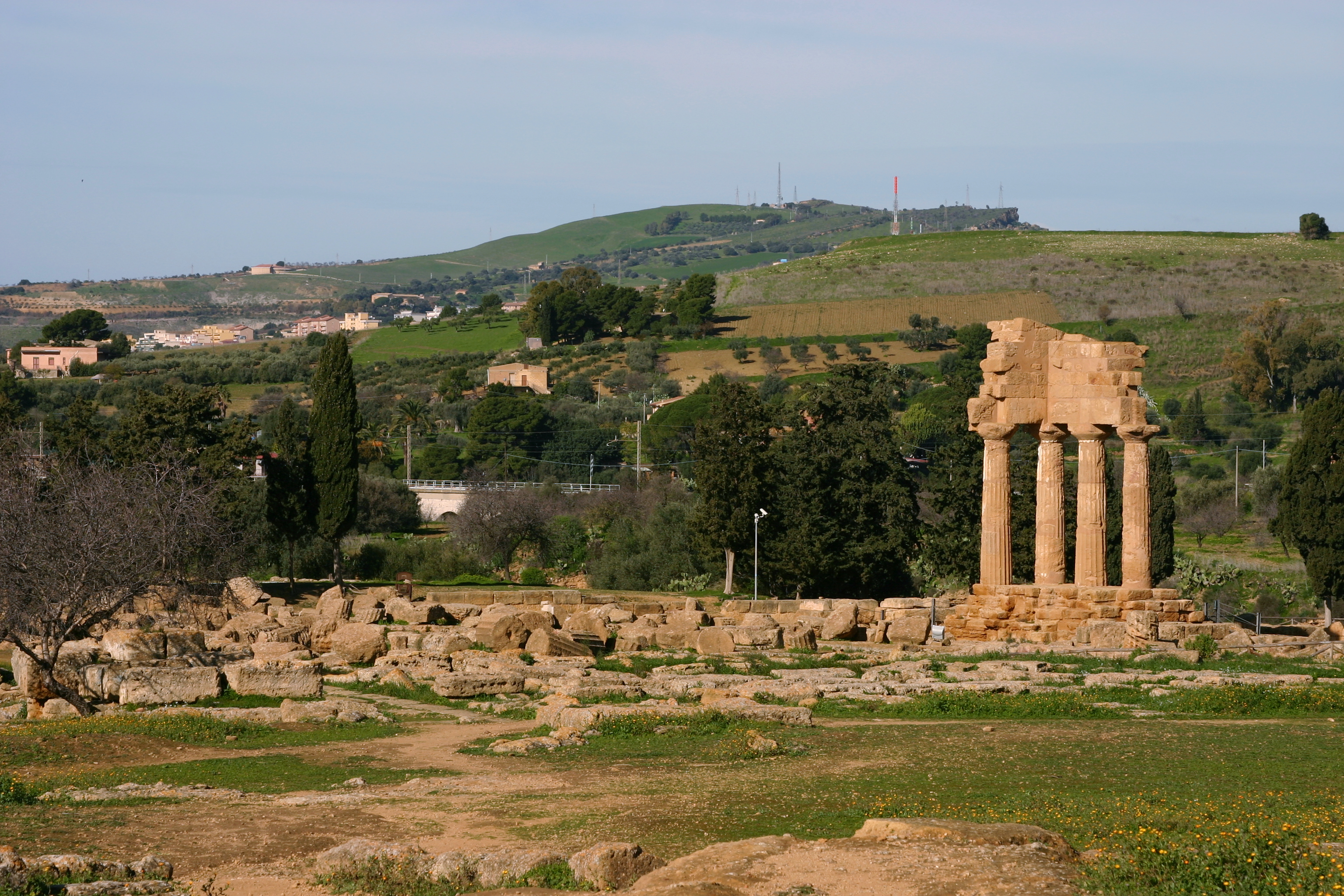
Temple de Castor et Pollux.

« La plus belle des cités », c'est en ces termes que le célèbre poète grec Pindare décrit, vers -475 l'Agrigente du Ve siècle av. J.-C. ; il la qualifie de « fluviale », sans doute parce qu'elle tirait son nom du fleuve homonyme, l'Akragas, au sud, qui est symbolisé par un crabe sur le monnayage de la ville à la fin du VIe siècle av. J.-C. (voir l'illustration ci-dessus), et qu'elle était entourée par le fleuve Hypsas du côté de l'ouest, comme l'indique Polybe. 
Occupé durant dès la Préhistoire, le site connaît une influence grecque antérieure à la fondation de la colonie, en attestent les vestiges de la nécropole de Montelusa et les sanctuaires sicanes des divinités chthoniennes.
Fondée en 582 av. J.-C sur la côte méridionale de la Sicile par des Grecs conduits depuis la cité voisine de Géla par Aristonoos et Pistilos, la ville s'impose très vite comme l'une des colonies les plus brillantes et les plus prospères de l'Occident hellénique.
La cité connaît une expansion géographique au VIe siècle av. J.-C. sous le gouvernement des tyrans. Le premier s'appelait Phalaris, lequel prend le pouvoir vers -570 pour seize ans, en soumettant les Sicanes du centre de l'île, et exerce le pouvoir de manière violente, voire cruelle. L'élévation du premier temple périptère prouve déjà la richesse de la ville vers 510, dont l'apogée arrive avec Théron (488-473), beau-père et neveu par alliance de Gélon de Syracuse, victorieux ensemble des Carthaginois à la bataille d'Himère en 480 av. J.-C. La ville s'embellit grâce à la main-d'œuvre capturée lors de cette bataille : temples monumentaux, lac artificiel, égouts souterrains, sous la direction de l’architecte Phéax. La Vallée des Temples est entourée d'une muraille de 12 kilomètres.[réf. nécessaire] Théron et son frère Xénocrate s’illustrent aux jeux panhelléniques et sont célébrés par Pindare. 
Agrigente s'enrichit dans le commerce du vin, de l'huile et des chevaux, notamment avec Carthage. Riche des ressources de sa plaine agricole et des revenus que lui assurait son grand commerce méditerranéen, Agrigente possède au milieu du Ve siècle av. J.-C. plus de temples qu'il n'y en a sur l'acropole athénienne. Sa population compte 20 000 citoyens et 200 000 habitants en comptant les étrangers. Le plus fameux citoyen est le philosophe Empédocle dont Ernest Renan a pu dire qu'il fut « l'un des génies extraordinaires de la philosophie grecque présocratique, l'un des vrais fondateurs de la science et de l'exploitation mécanique de l'univers ». 
Les destructions perpétrées par les Carthaginois d'Himilcon lors du sac de 406 av. J.-C. ruinent la cité. Plusieurs décennies après, elle renaît à l'initiative de Timoléon de Syracuse qui la fortifie et la repeuple par Mégillos et Phéristos venus d'Élée.

### Prise d’Agrigente par les Romains
La ville fut gouvernée par les Romains et les Carthaginois à partir du IIIe siècle av. J.-C. Les Romains s'emparent de la ville vers 262 av J-C et les Carthaginois vers -255. Elle a gravement souffert de la deuxième guerre punique (-218/-201) à la fois de Rome et de Carthage qui luttèrent pour la contrôler. Les Romains prirent Akragas en -210 et la renommèrent en latin Agrigentum, même si elle demeure une grande communauté de langue grecque pendant des siècles à suivre. La cité redevint prospère sous la domination romaine à la faveur de la paix romaine et ses habitants obtinrent la pleine citoyenneté romaine en -44, après la mort de Jules César.

## Époque médiévale

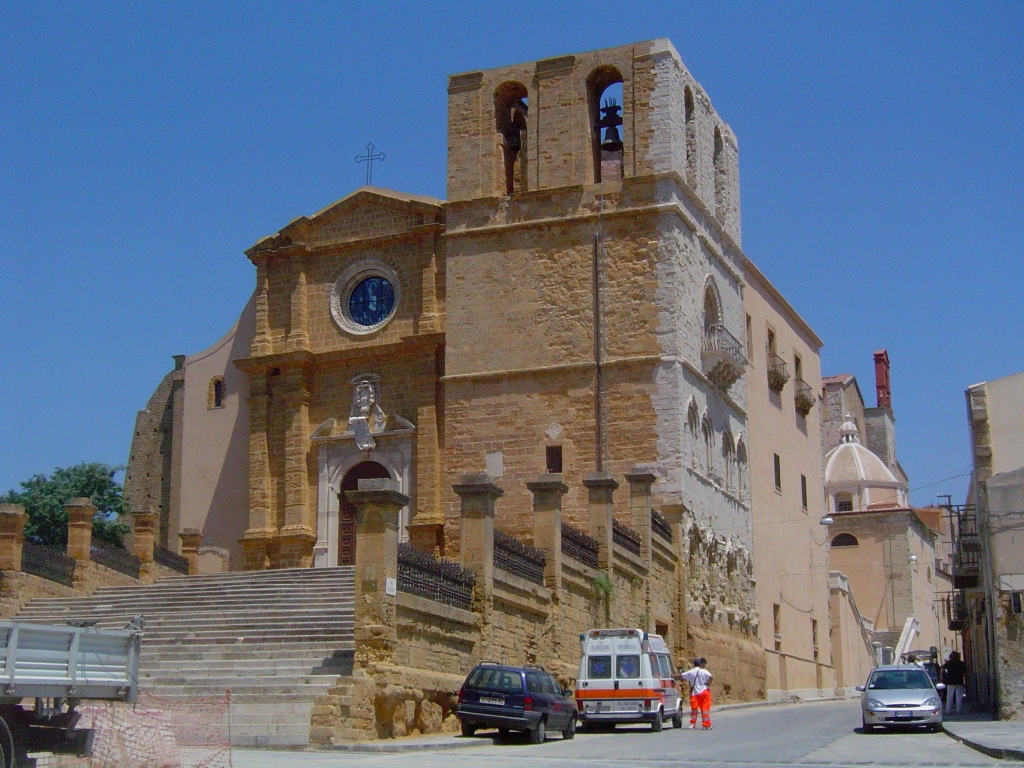
Cathédrale (Duomo) d'Agrigente.

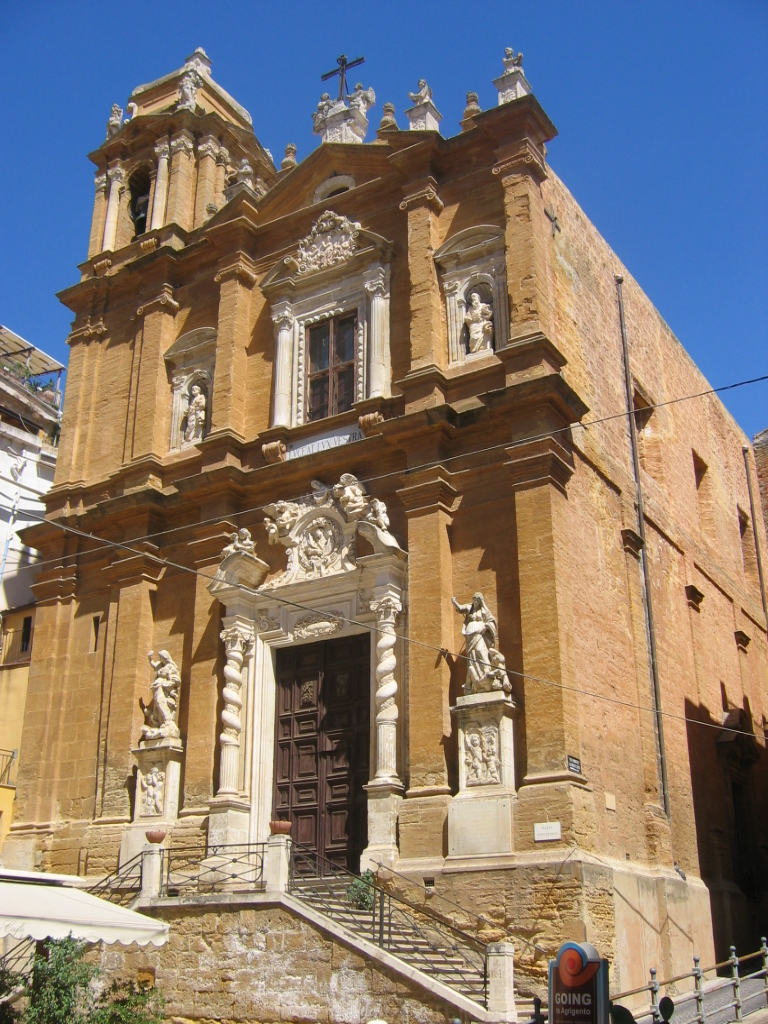
Église de San Lorenzo.

Après la chute de l'Empire romain, la ville passe aux mains des Ostrogoths du royaume d'Italie, puis de l'Empire byzantin. Au cours de cette période, les habitants d'Agrigentum abandonnent pour l'essentiel les parties inférieures de la ville, et viennent habiter l'ancienne acropole, au sommet de la colline. Les raisons de ce mouvement ne sont pas claires, mais sont probablement liées aux destructions dues aux raids côtiers des Sarrasins, des Berbères et autres peuples. 
En 828, les Sarrasins s'emparèrent de ce qui restait de la ville. Ils prononçaient son nom Kerkent en arabe. Elle prend le nom de Girgenti en 1130. Elle conserva ce nom jusqu'en 1927, lorsque le gouvernement de Mussolini lui redonna son ancien nom latin sous la forme italianisée d'Agrigento.
Agrigente fut prise en 1087 par les Normands du comte Roger Ier qui y créa un évêché latin. La population diminua beaucoup au cours de la période médiévale, mais progressa un peu à partir du XVIIIe siècle. La famille Chiaromonte domine la ville au XIVe siècle. 
Sous la minorité de Frédéric II, la population musulmane attaque les Chrétiens, et retient l'évêque durant un an dans la cathédrale transformée en caserne. 

## Époque moderne
En 1860, les habitants appuyèrent avec enthousiasme Giuseppe Garibaldi dans sa conquête du Sud de l'Italie, dans le cadre de l'unification de l'Italie.
La ville subit à plusieurs reprises des bombardements destructeurs au cours de la Seconde Guerre mondiale.

### Zone archéologique, Vallée des temples
La Vallée des Temples offre au regard des visiteurs les restes des grands temples de Zeus olympien, d'Héraclès, de Junon, des Dioscures et de la Concorde. Sur la colline de Girgenti, l'église Santa Maria dei Greci est elle-même construite sur les ruines d'un temple d'Athéna et l'église San Biagio sur celles d'un sanctuaire de Déméter.